# Dirk Isaak
Dirk Isaak, auch Dirk Isaack, eigentlich ǀAiob ǁÊi-gaosenmabKlicklaut (* im 18. oder 19. Jahrhundert im heutigen Südafrika; † um 1850), war der erste Kaptein der Berseba-Nama (ǀHai-ǀkhauan), eines Clans der Orlam-Nama, im heutigen Namibia.
Er war mit ǂKhaxas verheiratet.